# Jolene Unsoeld
Jolene Unsoeld, nata Jolene Bishoprick (Corvallis, 3 dicembre 1931 – Olympia, 28 novembre 2021), è stata una politica statunitense, membro della Camera dei Rappresentanti per lo stato di Washington dal 1989 al 1995.

## Biografia
Nata nell'Oregon dai coniugi Bishoprick, Jolene si trasferì molte volte con la famiglia fino a stabilirsi definitivamente a Vancouver, nello Stato di Washington. Al college conobbe l'alpinista Willi Unsoeld, che sposò e con cui ebbe quattro figli; Jolene lo accompagnò nell'Himalaya e per un paio di anni fu direttrice dell'English Language Institute di Katmandu.
Tornata in patria la Unsoeld si appassionò alla politica e cominciò a dedicarvisi. Poco tempo dopo però la sua famiglia venne colpita da due gravi lutti: nel 1976 la figlia Nanda Devi morì scalando la montagna omonima e meno di tre anni dopo anche Willi perì dopo essere stato travolto da una valanga sul Monte Rainier.
La Unsoeld comunque proseguì nel suo impegno politico e nel 1984 venne eletta all'interno della legislatura dello Stato di Washington come membro del Partito Democratico. Quattro anni dopo si candidò per un seggio alla Camera dei Rappresentanti, lasciato vacante dal deputato in carica da sette mandati Don Bonker. La competizione fu molto serrata e, dopo un riconteggio delle schede elettorali, la Unsoeld venne dichiarata vincitrice.
Negli anni successivi venne riconfermata dagli elettori per altri due mandati, ma nel 1994 affrontò una competizione estremamente difficile. La Unsoeld, che era una democratica molto liberale, venne sconfitta dalla repubblicana Linda Smith, rimanendo quindi vittima della cosiddetta "rivoluzione repubblicana" (in quell'anno svariati democratici persero le elezioni in favore degli avversari repubblicani, che ottennero la maggioranza al Congresso).
Dopo aver lasciato la Camera, la Unsoeld divenne un'attivista ambientale e risiedeva nello Stato di Washington.